# Église Santi Michele ed Omobono
L'église Santi Michele ed Omobono est une église du XVIe siècle du centre historique de Naples située largo Madonna delle Grazie. Elle est dédiée à saint Michel et à saint Hommebon, patron des tailleurs.

## Histoire et description
L'église est bâtie avant 1583, date à laquelle elle est acquise par la corporation des tailleurs. Elle est restaurée plusieurs fois au cours des siècles, comme en témoigne le portail de piperno encastré dans une façade simple en tuf. On remarque au-dessus du portail l'emblème des couturiers, constitué en une paire de ciseaux, de chaque côté sous l'entablement. 
L'intérieur s'inscrit dans un plan à salle centrale et possédait des tableaux de Francesco Pagano, un polyptyque et une représentation sur panneau.
L'église est fermée depuis longtemps et en proie à l'incurie.

## Source de la traduction
- (it) Cet article est partiellement ou en totalité issu de l’article de Wikipédia en italien intitulé « Chiesa dei Santi Michele ed Omobono » (voir la liste des auteurs).